# Elmer City (Washington)
Elmer City es un pueblo ubicado en el condado de Okanogan en el estado estadounidense de Washington. En el año 2000 tenía una población de 267 habitantes y una densidad poblacional de 498,7 personas por km².

## Geografía
Elmer City se encuentra ubicada en las coordenadas 47°59′54″N 118°57′13″O / 47.99833, -118.95361.

## Demografía
Según la Oficina del Censo en 2000 los ingresos medios por hogar en la localidad eran de $32.500 y los ingresos medios por familia eran $38.000. Los hombres tenían unos ingresos medios de $40.000 frente a los $23.438 para las mujeres. La renta per cápita para la localidad era de $16.366. Alrededor del 18,6% de la población estaban por debajo del umbral de pobreza.